# Kool Moe Dee (album)
Albums de Kool Moe Dee
How Ya Like Me Now
(1987)
Kool Moe Dee est le premier album studio de Kool Moe Dee, sorti en 1986.
L'album s'est classé 20e au Top R&B/Hip-Hop Albums et 83e au Billboard 200.

## Liste des titres
| 1. | Go See the Doctor   | Funky Drummer de James Brown | 5:30 |
| 2. | Dumb Dick (Richard) |                              | 4:30 |
| 3. | Bad Mutha           |                              | 5:35 |
| 4. | Little Jon          |                              | 4:37 |

| 1. | Do You Know What Time It Is? |                                       | 4:15 |
| 2. | Rock Steady                  | Punk Rock Rap des Cold Crush Brothers | 4:15 |
| 3. | Monster Crack                |                                       | 6:00 |
| 4. | The Best                     |                                       | 5:25 |
| 5. | I'm Kool Moe Dee             |                                       | 5:06 |